# Adriano Olivetti
Adriano Olivetti, född 11 april 1901 i Ivrea, död 27 februari 1960, var en italiensk företagsledare, ingenjör och politiker
1933 övertog Adriano Olivetti ledningen av Olivetti från fadern Camillo Olivetti. Adriano Olivetti utvecklade företaget och breddade produktlinjen. Adriano Olivetti förändrade även företagets struktur och tillverkning efter förebild från USA. Han drev igenom en modernisering av verksamheten och blev också känd för sitt sociala engagemang under parollen om en samhällsrörelse.

## Biografi

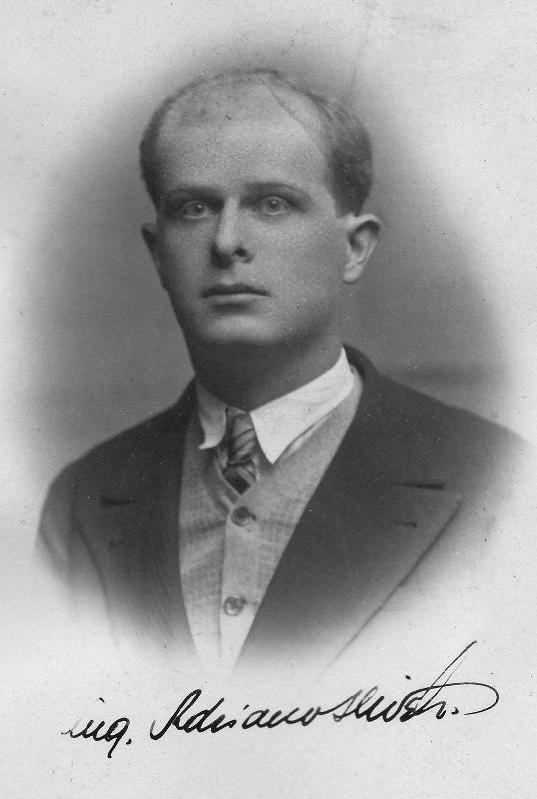
Adriano Olivetti, 1925

Adriano Olivetti studerade vid Politecnico i Turin och började arbeta på Olivetti 1924. Han blev sedan skickad av fadern till USA för att där studera den amerikanska industrins framgång och orsakerna till dess kraft. Av samma anledningar uppehöll han sig sedan i England. Han återkom till Italien och gifte sig då med Paola Levi. 
I USA studerade Olivetti bland annat Remingtons fabriker och det blev inspirationen för att modernisera och skapa en industri utifrån faderns verkstad. Produktionen kunde effektiviseras kraftigt och den vinst som det innebar delade Olivetti med arbetarna genom att höjda löner, ge förmåner och tjänster. År 1931 besökte han Sovjetunionen varpå han skapade en reklamavdelning.
Under 1930-talet fortsatte Olivettis idealism när han intresserade sig för arkitektur och samhällsplanering, bland annat genom boken Citta dell’Uomo. I Olivettis hemstad Ivrea började han skapa ett idealsamhälle, en slags modern bruksort där arbete och privatliv möttes. Detta passade in i fascistregimens ideologi. Olivetti konverterade till katolicism och gick med i fascistpartiet. Under andra världskriget kom han istället att delta i den antifascistiska rörelsen. Efter andra världskriget kunde Olivetti-industrierna växa kraftigt men var nära konkurs efter köpet av Underwood på 1950-talet. 